# 버진강

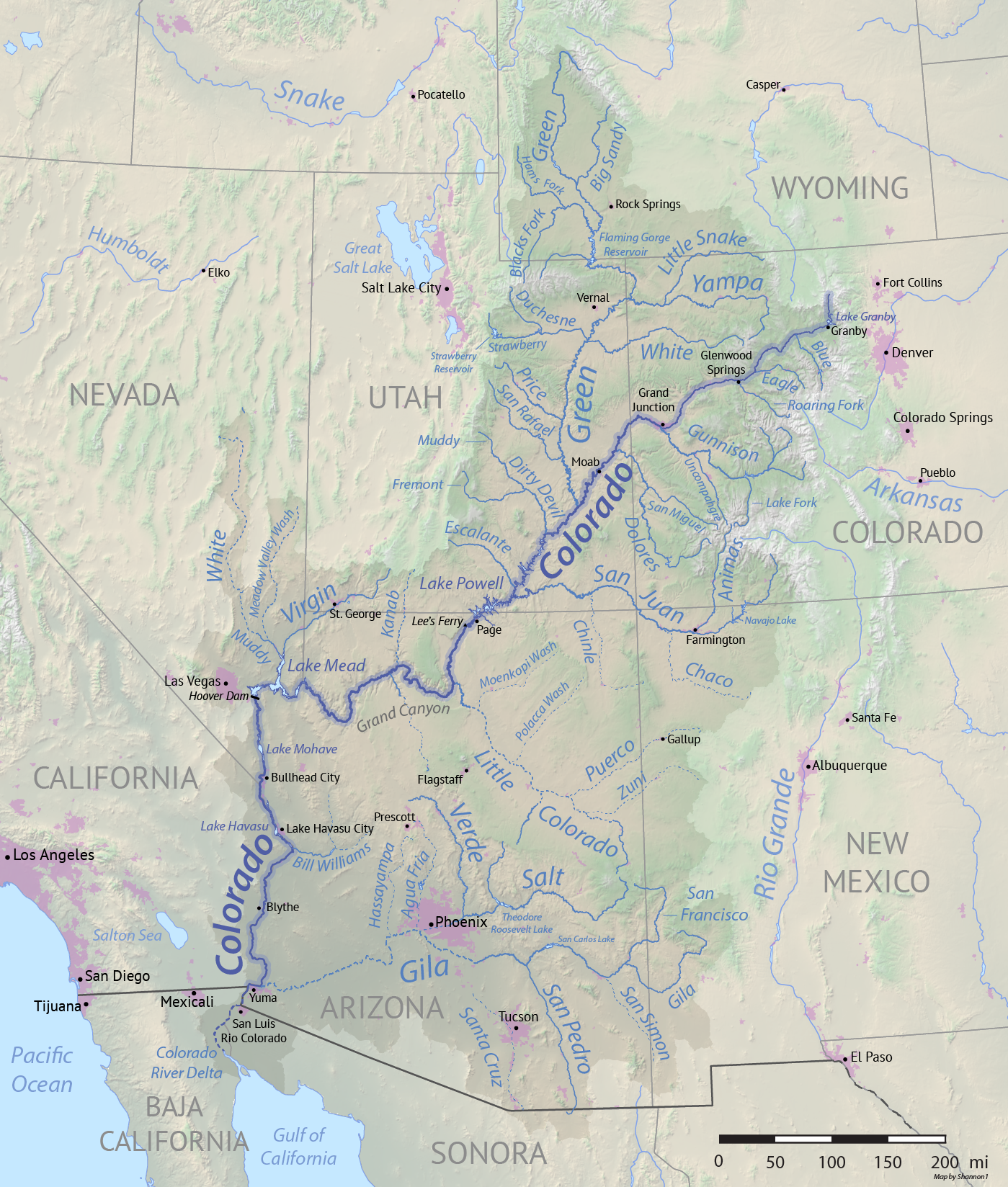
버진강

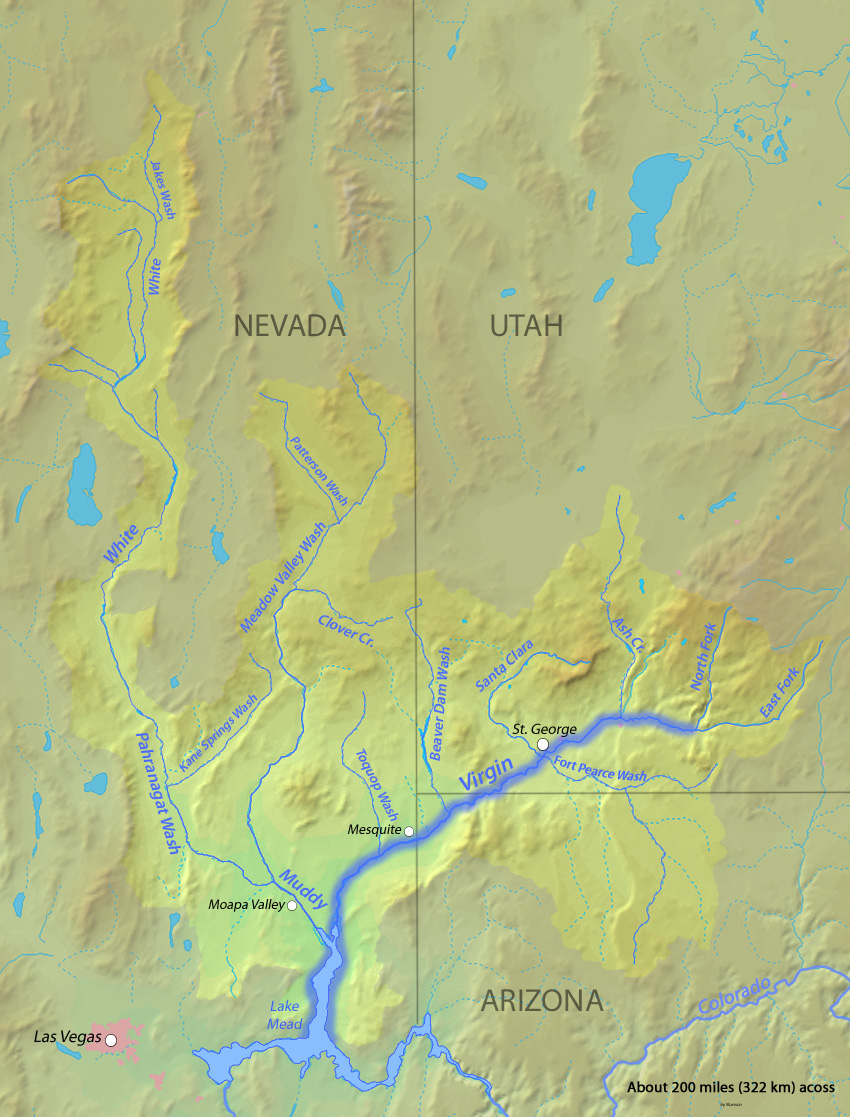
버진강

버진강(Virgin River)는 미국의 강으로 유타주 남서부에서 발원하여 남서쪽을 향하여 흐르고 애리조나주를 스치다가 네바다주에서 미드호를 통해 콜로라도강과 이어진다. 길이는 261km, 유역 넓이는 약 31,700km2다.